# ريغي كوريغان
ريغي كوريغان (بالإنجليزية: Reggie Corrigan)‏ هو لاعب اتحاد الرغبي أيرلندي، ولد في 10 نوفمبر 1970 في دبلن في جمهورية أيرلندا.

## وصلات خارجية
- ريغي كوريغان عل موقع إسبنسكروم (الإنجليزية)
- ريغي كوريغان على موقع ItsRugby.co.uk (الإنجليزية)